# Hans-Peter Stahl
Hans-Peter Stahl (* 28. März 1932 in Lübeck) ist ein US-amerikanischer Klassischer Philologe deutscher Herkunft.

## Leben
Hans-Peter Stahl studierte nach dem Abitur auf dem Katharineum zu Lübeck Klassische Philologie an der Universität Kiel, wo er am 15. Dezember 1956 zum Dr. phil. promoviert wurde und 1957 das Erste Staatsexamen in den Fächern Latein und Griechisch erwarb. Anschließend lehrte er als wissenschaftlicher Assistent an der Universität Münster. Im Jahr 1961/1962 war er Junior Fellow am neu gegründeten Center for Hellenic Studies der Harvard University. 1964 habilitierte er sich in Münster und wurde zum Universitätsdozenten ernannt, 1969 zum außerplanmäßigen Professor. 1970 ging er als Associate Professor of Greek and Latin an die Yale University. Später wechselte er als Andrew W. Mellon Professor of Classics an die University of Pittsburgh. Im Jahr 1974/1975 erhielt er das Guggenheim-Stipendium, das ihm einen Aufenthalt am Institute for Advanced Study ermöglichte. 1980/1981 war er dort zum zweiten Mal Visiting Member, diesmal mit einem Stipendium des National Endowment for the Humanities (NEH). 1988 war er Gastprofessor an der Ohio State University.
Stahls Forschungsschwerpunkte sind die griechische und römische Geschichtsschreibung sowie die augusteische Dichtung. Besondere Aufmerksamkeit erweckte seine Habilitationsschrift über die Stellung des Menschen im geschichtlichen Prozess bei Thukydides. Darin beschäftigte sich Stahl mit der Frage, wie das Geschichtswerk des Thukydides über den Peloponnesischen Krieg in seiner Komposition und Gesamtaussage zu werten sei. Gegen die damals vorherrschende Meinung, die Eduard Schwartz begründet hatte, sah Stahl im Geschichtswerk keine Kompositionsschichten, die eine Entwicklung des Autors hin zum Verteidiger der Politik des Perikles vor dem Hintergrund des Kriegsverlaufs zeigten. Er wertete Thukydides vielmehr als Deuter des menschlichen Geschicks, insbesondere der Diskrepanz zwischen Absicht und Wirkung. Mit dieser These stellte Stahl die allgemein-menschlichen Aspekte des thukydideischen Geschichtswerks in den Vordergrund. Widerspruch erhob beispielsweise Hartmut Erbse, der hervorhob, dass Thukydides die Politik zwar für schwer realisierbar, aber nicht unmöglich hält. Stahls Studie fand besonders in den Vereinigten Staaten zahlreiche Nachahmer. Die überarbeitete englische Ausgabe des Thukydides-Buches (2003) wurde 2004 als Outstanding Academic Title von der Zeitschrift Choice ausgezeichnet.

## Schriften
- Interpretationen zu Platons Hypothesis-Verfahren: Menon, Phaidon, Staat. Kiel 1956 (Dissertation)
  - gekürzte englische Ausgabe, 1971
- Thukydides: Die Stellung des Menschen im geschichtlichen Prozeß. München 1966 (Zetemata 40; Habilitationsschrift)
  - erweiterte englische Ausgabe: Thucydides: man’s place in history. Swansea 2003
- Propertius: ‘Love’ and ‘War’. Individual and State under Augustus. Berkeley/Los Angeles/London 1985
- Vergil’s Aeneid: Augustan Epic and Political Context. London 1998. ISBN 0-7156-2808-9